# Hoa hậu Venezuela

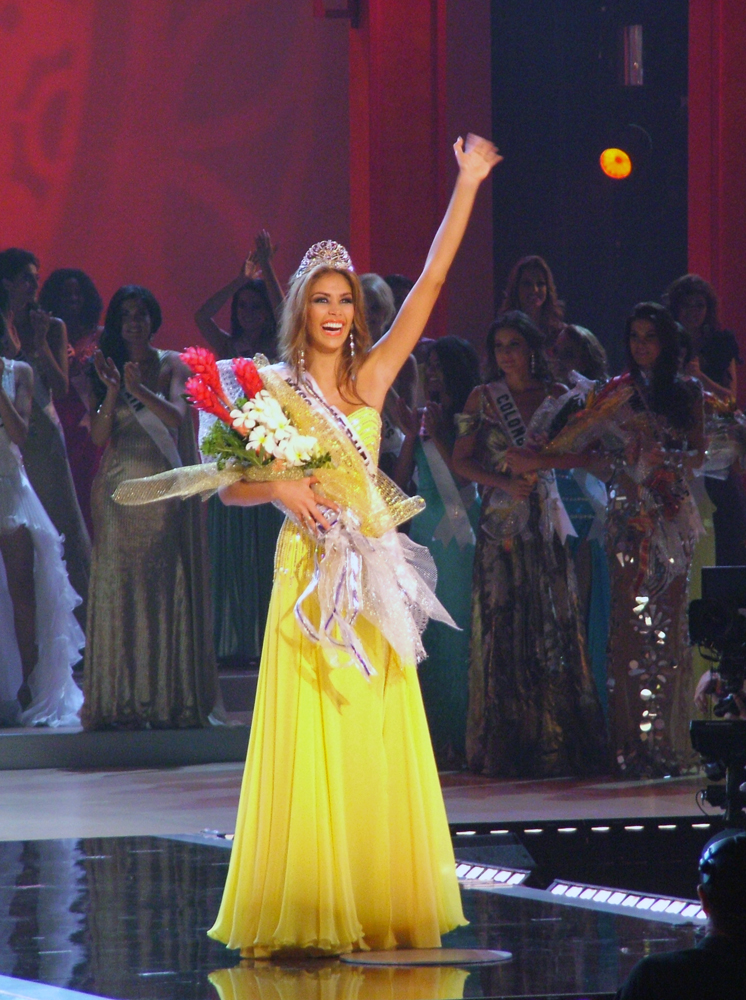
Dayana Mendoza, Hoa hậu Venezuela 2007/Hoa hậu Hoàn vũ 2008

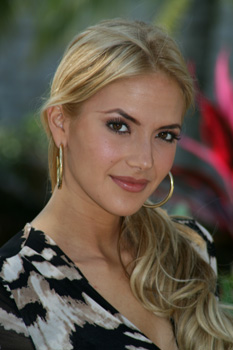
Claudia Suarez, Hoa hậu Thế giới Venezuela 2006

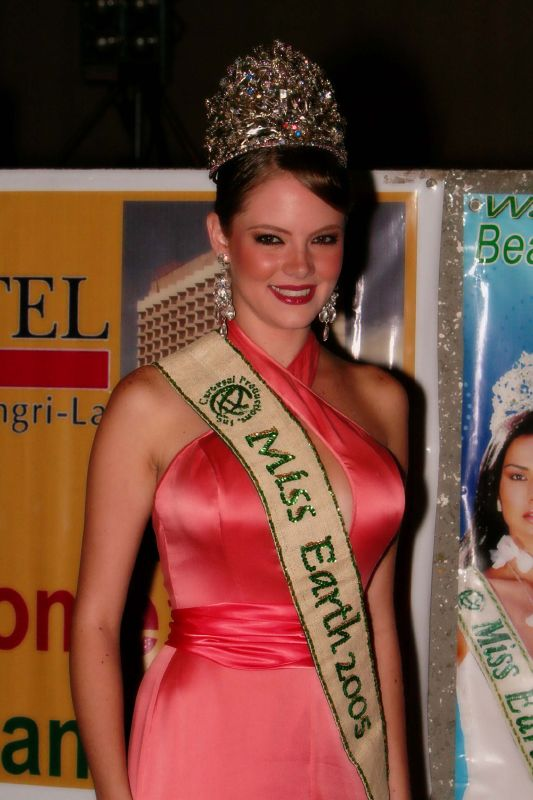
Alexandra Braun Waldeck, Hoa hậu Trái Đất 2005

Hoa hậu Venezuela là cuộc thi sắc đẹp cấp quốc gia được tổ chức hàng năm tại đất nước Venezuela từ năm 1952. Cuộc thi có trách nhiệm tuyển chọn người đại diện cho Venezuela tham dự các cuộc thi sắc đẹp quốc tế như Hoa hậu Hoàn vũ, Hoa hậu Thế giới, Hoa hậu Quốc tế, Hoa hậu Trái Đất và nhiều cuộc thi sắc đẹp khác.
Dưới sự lãnh đạo của chủ tịch Osmel Sousa, Venezuela đã trở thành một cường quốc hoa hậu và thành tích sắc đẹp của quốc gia này luôn vượt trội so với mọi quốc gia trên thế giới. Venezuela từng giành tới 9 vương miện Hoa hậu Hoàn vũ, 6 vương miện Hoa hậu Thế giới, 9 vương miện Hoa hậu Quốc tế, 2 vương miện Hoa hậu Trái Đất, 1 vương miện Hoa hậu Hòa bình quốc tế, 1 vương miện Hoa hậu Siêu quốc gia, 5 vương miện Hoa hậu Liên lục địa, 4 vương miện Hoa hậu Hoàn cầu, 1 vương miện Nữ hoàng Du lịch Quốc tế và rất nhiều lần về đích ở vị trí Á hậu cũng như hàng loạt các danh hiệu sắc đẹp khác.
Cuộc thi Hoa hậu Venezuela thường diễn ra vào tháng 9 và các thí sinh chiến thắng danh hiệu sắc đẹp của năm này sẽ đại diện cho Venezuela tham gia các cuộc thi sắc đẹp quốc tế vào năm tiếp sau. Đêm chung kết của cuộc thi kéo dài tới 4 giờ đồng hồ và được truyền hình trực tiếp trên khắp khu vực Mỹ Latinh bởi đài truyền hình Venevision và được truyền hình đến Mỹ và Mexico qua đài Univision.
Mỗi năm, có hàng ngàn cô gái trẻ trên khắp đất nước Venezuela đăng ký tham dự với hy vọng sẽ giành được một trong 26 đến 32 suất tham dự vòng chung kết cuộc thi Hoa hậu Venezuela. 23 tiểu bang, thủ đô và 2 vùng lãnh thổ của bang Zulia luôn có đại diện tham dự chung kết. Tiểu bang giành được nhiều danh hiệu Hoa hậu Venezuela nhất là Guarico, với 8 lần đăng quang.
Đương kim Hoa hậu Venezuela hiện nay là Ileana Márquez, Hoa hậu Venezuela 2023. Cô sẽ đại diện cho Venezuela tham dự Hoa hậu Hoàn vũ 2024.

## Cuộc thi
Cuộc thi Hoa hậu Venezuela lần đầu tiên được tổ chức vào năm 1952. Vòng chung kết của cuộc thi Hoa hậu Venezuela thường bao gồm 26 đến 32 thí sinh, đại diện cho các tiểu bang và vùng lãnh thổ của đất nước Venezuela.
Venezuela là một đất nước mà người dân rất ưa chuộng các cuộc thi sắc đẹp. Được trở thành hoa hậu là ước muốn của nhiều cô gái Venezuela và thậm chí ở nước này, có những trường lớp đào tạo hoa hậu cho trẻ em.
Để được tham dự vòng chung kết Hoa hậu Venezuela, các thí sinh phải là người chiến thắng tại cuộc thi hoa hậu cấp tiểu bang, giống với cuộc thi Miss USA. 26 suất được đảm bảo chắc chắn cho 23 bang, đặc khu hành chính thủ đô và 2 vùng lãnh thổ của bang Zulia. Tuy nhiên, các thí sinh tự do có thể đến thẳng thủ đô Caracas để tham dự một cuộc thi nữa và từ đó họ sẽ được chọn làm đại diện cho một số vùng lãnh thổ nào đó, mặc dù có thể đó không phải là quê hương của họ.
Sau khi chính thức được tham dự vòng chung kết, các người đẹp sẽ sinh hoạt, tập luyện trong khoảng 2-3 tháng trước khi đêm chung diễn diễn ra. Họ sẽ phải học rất nhiều thứ, từ cách chọn trang phục, trang điểm, bước đi dáng đứng cho đến trả lời ứng xử, các kĩ năng giao tiếp. Việc phẫu thuật thẩm mỹ được coi là bình thường tại Venezuela. Đêm chung kết sẽ chọn ra các danh hiệu Hoa hậu Venezuela (đại diện tham dự Hoa hậu Hoàn vũ), Hoa hậu Thế giới Venezuela, Hoa hậu Quốc tế Venezuela và Hoa hậu Trái Đất Venezuela (bắt đầu được trao từ năm 2010).
Tuy nhiên, từ năm 2016 trở đi, Tổ chức này đã ngừng cử thí sinh tham dự Hoa hậu Trái Đất mà cuộc thi sắc đẹp mới Hoa hậu Trái Đất Venezuela sẽ đảm nhiệm việc này.
Năm 2019, lần đầu tiên trong lịch sử, cuộc thi Hoa hậu Venezuela sẽ không công bố số đo 3 vòng (vòng ngực, vòng eo, vòng hông) của 24 thí sinh tham dự nữa, dù đây là quốc gia nổi tiếng về thi hoa hậu. Quyết định không công bố số đo 3 vòng của các thí sinh được đưa ra trong bối cảnh các cuộc thi nhan sắc đang đối mặt với những chỉ trích của công luận vì quá chú trọng tới vẻ đẹp hình thể. Cô Gabriela Isler, người phát ngôn của cuộc thi Hoa hậu Venezuela và cũng là Hoa hậu Hoàn vũ 2013, phát biểu: "Vẻ đẹp của một phụ nữ không phải là 90, 60, 90... Nó được đo bằng tài năng của mỗi người"

## Danh sách các hoa hậu Venezuela

### Đại diện tại Hoa hậu Hoàn vũ
| Năm  | Tên                       | Quê quán            | Kết quả                      |
| ---- | ------------------------- | ------------------- | ---------------------------- |
| 2024 | Ileana Márquez            | Amazonas            | Á hậu 4                      |
| 2023 | Diana Silva               | Distrito Capital    | Top 10                       |
| 2022 | Amanda Dudamel            | Region Andina       | Á hậu 2 hoa hậu Hoàn vũ 2022 |
| 2021 | Luiseth Materán           | Los Teques          | Top 16                       |
| 2020 | Mariangel Villasmil       | Zulia               | Tham dự                      |
| 2019 | Thalía Olvino             | Delta Amacuro       | Top 20                       |
| 2018 | Sthefany Gutiérrez        | Delta Amacuro       | Á hậu 1                      |
| 2017 | Keysi Sayago              | Monagas             | Top 5                        |
| 2016 | Mariam Habach             | Lara                | Hoa hậu Etocuyol 2016        |
| 2015 | Mariana Jimenez           | Guárico             | Top 10                       |
| 2014 | Migbelis Castellanos      | Zulia               | Top 10                       |
| 2013 | Gabriela Isler            | Guárico             | Hoa hậu Hoàn vũ 2013         |
| 2012 | Irene Esser               | Sucre               | Á hậu 2 Hoa hậu Hoàn vũ 2012 |
| 2011 | Vanessa Gonçalves         | Miranda             | Top 16                       |
| 2010 | Marelisa Gibson           | Miranda             | Tham dự                      |
| 2009 | Stefania Fernandez        | Trujillo            | Hoa hậu Hoàn vũ 2009         |
| 2008 | Dayana Mendoza            | Amazonas            | Hoa hậu Hoàn vũ 2008         |
| 2007 | Ly Jonaitis               | Guarico             | Á hậu 2                      |
| 2006 | Jictzad Vina              | Sucre               | Tham dự                      |
| 2005 | Mónica Spear              | Guárico             | Á hậu 4                      |
| 2004 | Ana Karina Áñez           | Lara                | Tham dự                      |
| 2003 | Mariángel Ruiz            | Aragua              | Á hậu 1                      |
| 2002 | Cynthia Lander            | Distrito Capital    | Á hậu 4                      |
| 2001 | Eva Ekvall                | Apure               | Á hậu 3                      |
| 2000 | Claudia Moreno            | Distrito Capital    | Á hậu 1                      |
| 1999 | Carolina Indriago         | Delta Amacuro       | Á hậu 3                      |
| 1998 | Veruska Ramírez           | Táchira             | Á hậu 1                      |
| 1997 | Marena Bencomo            | Carabobo            | Á hậu 1                      |
| 1996 | Alicia Machado            | Yaracuy             | Hoa hậu Hoàn vũ 1996         |
| 1995 | Denyse Floreano           | Costa Oriental      | Á hậu 5                      |
| 1994 | Minorka Mercado           | Apure               | Á hậu 2                      |
| 1993 | Milka Chulina             | Aragua              | Á hậu 2                      |
| 1992 | Carolina Izsak            | Amazonas            | Á hậu 3                      |
| 1991 | Jackeline Rodríguez       | Amazonas            | Á hậu 3                      |
| 1990 | Andreína Goetz            | Bolívar             | Top 10 Hoa hậu Hoàn vũ 1990  |
| 1989 | Eva Lisa Ljung            | Lara                | Top 10 Hoa hậu Hoàn vũ 1989  |
| 1988 | Yajaira Vera              | Miranda             | Top 10 Hoa hậu Hoàn vũ 1988  |
| 1987 | Inés María Calero         | Nueva Esparta       | Á hậu 3 Hoa hậu Hoàn vũ 1987 |
| 1986 | Barbara Palacios          | Trujillo            | Hoa hậu Hoàn vũ 1986         |
| 1985 | Silvia Martínez           | Guárico             | Á hậu 3 Hoa hậu Hoàn vũ 1985 |
| 1984 | Carmen María Montiel      | Zulia               | Á hậu 2 Hoa hậu Hoàn vũ 1984 |
| 1983 | Paola Ruggeri             | Portuguesa          | Top 12 Hoa hậu Hoàn vũ 1983  |
| 1982 | Ana Teresa Oropeza        | Guárico             | Tham dự                      |
| 1981 | Irene Saez                | Miranda             | Hoa hậu Hoàn vũ 1981         |
| 1980 | Maye Brandt               | Lara                | Tham dự                      |
| 1979 | Maritza Sayalero          | Departamento Vargas | Hoa hậu Hoàn vũ 1979         |
| 1978 | Marisol Alfonzo           | Guárico             | Tham dự                      |
| 1977 | Cristal Montañez          | Departamento Vargas | Top 12 Hoa hậu Hoàn vũ 1977  |
| 1976 | Judith Castillo           | Nueva Esparta       | Á hậu 1 Hoa hậu Hoàn vũ 1976 |
| 1975 | Maritza Pineda            | Nueva Esparta       | Tham dự                      |
| 1974 | Neyla Moronta             | Zulia               | Tham dự                      |
| 1973 | Desireé Rolando           | Carabobo            | Tham dự                      |
| 1972 | María Antonieta Cámpoli   | Nueva Esparta       | Á hậu 2 Hoa hậu Hoàn vũ 1972 |
| 1971 | Jeannette Donzella        | Monagas             | Tham dự                      |
| 1970 | Bella La Rosa             | Carabobo            | Top 15 Hoa hậu Hoàn vũ 1970  |
| 1969 | María José Yéllici        | Aragua              | Tham dự                      |
| 1968 | Peggy Kopp                | Distrito Capital    | Á hậu 3 Hoa hậu Hoàn vũ 1968 |
| 1967 | Mariela Pérez Branger     | Departamento Vargas | Á hậu 1 Hoa hậu Hoàn vũ 1967 |
| 1966 | Magaly Castro Egui        | Guárico             | Tham dự                      |
| 1965 | María De Las Casas McGill | Distrito Federal    | Tham dự                      |
| 1964 | Mercedes Revenga          | Miranda             | Top 15 Hoa hậu Hoàn vũ 1964  |
| 1963 | Irene Morales             | Guárico             | Tham dự                      |
| 1962 | Virginia Bailey           | Nueva Esparta       | Tham dự                      |
| 1961 | Ana Griselda Vegas        | Caracas             | Tham dự                      |
| 1960 | Mary Quiróz Delgado       |                     | Tham dự                      |
| 1958 | Ida Margarita Pieri       | Sucre               | Tham dự                      |
| 1957 | Consuelo Nouel            | Distrito Federal    | Tham dự                      |
| 1956 | Blanca Heredia            | Distrito Federal    | Top 15 Hoa hậu Hoàn vũ 1956  |
| 1955 | Susana Duijm              | Miranda             | Top 15 Hoa hậu Hoàn vũ 1955  |
| 1953 | Gisela Bolaños            | Carabobo            | Tham dự                      |
| 1952 | Sofía Silva               | Bolívar             | Tham dự                      |

### Đại diện tại Hoa hậu Thế giới
| Năm  | Tên                                 | Quê quán            | Kết quả                       |
| ---- | ----------------------------------- | ------------------- | ----------------------------- |
| 2023 | Ariagny Daboín                      | Cojedes             | tham dự                       |
| 2022 | Alejandra Conde                     | Aragua              | Top 40 Hoa hậu Thế giới 2022  |
| 2019 | Isabella Rodríguez                  | Portuguesa          | Top 40 Hoa hậu Thế giới 2019  |
| 2018 | Veruska Ljubisavljević              | Vargas              | Top 30 Hoa hậu Thế giới 2018  |
| 2017 | Ana Carolina Ugarte                 | Monagas             | Top 40 Hoa hậu Thế giới 2017  |
| 2016 | Diana Croce                         | Nueva Esparta       |                               |
| 2015 | Anyela Galante                      | Portuguesa          |                               |
| 2014 | Debora Menicucci                    | Amazonas            |                               |
| 2013 | Karen Soto                          | Zulia               |                               |
| 2012 | Gabriella Ferrari                   | Distrito Capital    |                               |
| 2011 | Ivian Sarcos                        | Amazonas            | Hoa hậu Thế giới 2011         |
| 2010 | Adriana Vasini                      | Zulia               | Á hậu 2 Hoa hậu Thế giới 2010 |
| 2009 | María Milagros Véliz                | Anzoátegui          |                               |
| 2008 | Hannelly Quintero                   | Cojedes             | Top 15 Hoa hậu Thế giới 2008  |
| 2007 | Claudia Suárez                      | Mérida              | Top 16 Hoa hậu Thế giới 2007  |
| 2006 | Alexandra Federica Guzmán           | Miranda             | Top 17 Hoa hậu Thế giới 2006  |
| 2005 | Susan Carrizo                       | Costa Oriental      |                               |
| 2004 | Andrea Milroy                       | Trujillo            |                               |
| 2003 | Valentina Patruno                   | Miranda             | Top 20 Hoa hậu Thế giới 2003  |
| 2002 | Goizeder Azúa                       | Carabobo            | Top 10 Hoa hậu Thế giới 2002  |
| 2001 | Andreína Prieto                     |                     |                               |
| 2000 | Vanessa Cárdenas                    |                     |                               |
| 1999 | Martina Thorogood                   | Miranda             | Á hậu 1 Hoa hậu Thế giới 1999 |
| 1998 | Verónica Schneider                  | Monagas             |                               |
| 1997 | Christina Dieckmann                 | Nueva Esparta       |                               |
| 1996 | Ana Cepinska                        | Nueva Esparta       | Á hậu 4 Hoa hậu Thế giới 1996 |
| 1995 | Jacqueline Aguilera                 | Nueva Esparta       | Hoa hậu Thế giới 1995         |
| 1994 | Irene Ferreira                      | Miranda             | Á hậu 2 Hoa hậu Thế giới 1994 |
| 1993 | Mónica Lei                          | Distrito Federal    | Á hậu 4 Hoa hậu Thế giới 1993 |
| 1992 | Francis Gago                        | Bolívar             | Á hậu 2 Hoa hậu Thế giới 1992 |
| 1991 | Ninibeth Leal                       | Zulia               | Hoa hậu Thế giới 1991         |
| 1990 | Sharon Luengo                       | Costa Oriental      | Á hậu 2 Hoa hậu Thế giới 1990 |
| 1989 | Fabiola Candosin                    | Distrito Federal    |                               |
| 1988 | Emma Rabbe                          | Distrito Federal    | Á hậu 3 Hoa hậu Thế giới 1988 |
| 1987 | Albani Lozada                       | Portuguesa          | Á hậu 1 Hoa hậu Thế giới 1987 |
| 1986 | María Begoña Juaristi               | Zulia               | Á hậu 4 Hoa hậu Thế giới 1986 |
| 1985 | Ruddy Rodríguez                     | Anzoátegui          | Á hậu 3 Hoa hậu Thế giới 1985 |
| 1984 | Astrid Carolina Herrera             | Miranda             | Hoa hậu Thế giới 1984         |
| 1983 | Carolina Cerruti Duijm              | Apure               |                               |
| 1982 | Michelle Shoda                      | Falcón              |                               |
| 1981 | Pilín León                          | Aragua              | Hoa hậu Thế giới 1981         |
| 1980 | Hilda Abrahamz                      | Departamento Vargas | Top 15 Hoa hậu Thế giới 1980  |
| 1979 | Tatiana Capote                      | Barinas             |                               |
| 1978 | Patricia Tóffoli                    | Falcón              | Top 15 Hoa hậu Thế giới 1978  |
| 1977 | Jackeline Van Den Branden           | Distrito Federal    | Á hậu 3 Hoa hậu Thế giới 1977 |
| 1976 | María Genoveva                      | Lara                | Top 15 Hoa hậu Thế giới 1976  |
| 1975 | María Conchita Alonso               | Distrito Federal    | Á hậu 6 Hoa hậu Thế giới 1975 |
| 1974 | Alicia Rivas                        | Departamento Vargas |                               |
| 1973 | Edicta de los Ángeles García Oporto | Zulia               |                               |
| 1972 | Amalia Heller                       | Sucre               |                               |
| 1971 | Ana Maria Padrón                    | Carabobo            | Top 15 Hoa hậu Thế giới 1971  |
| 1970 | Tomasita De Las Casas               | Miranda             |                               |
| 1969 | Marzia Piazza                       | Vargas              | Á hậu 4 Hoa hậu Thế giới 1969 |
| 1968 | Cherry Núñez                        | Miranda             |                               |
| 1967 | Irene Bottger                       | Bolívar             |                               |
| 1966 | Jeannette Kopp                      | Distrito Federal    |                               |
| 1965 | Nancy González                      | Anzoátegui          |                               |
| 1964 | Mercedes Hernández                  | Portuguesa          | Top 16 Hoa hậu Thế giới 1964  |
| 1963 | Milagros Galíndez                   | Miranda             |                               |
| 1962 | Betsabé Franco                      | Aragua              | Top 15 Hoa hậu Thế giới 1962  |
| 1961 | Bexi Romero                         | Aragua              |                               |
| 1958 | Ida Margarita Pieri                 | Sucre               |                               |
| 1957 | Consuelo Nouel                      | Distrito Federal    |                               |
| 1956 | Celsa Pieri                         | Sucre               |                               |
| 1955 | Susana Duijm                        | Miranda             | Hoa hậu Thế giới 1955         |

### Đại diện tại Hoa hậu Quốc tế
| Năm  | Tên                     | Quê quán             | Kết quả                      |
| ---- | ----------------------- | -------------------- | ---------------------------- |
| 2023 | Andrea Rubio            | Portuguesa           | Hoa hậu Quốc tế 2023         |
| 2022 | Isbel Parra             | Guyana Region        |                              |
| 2019 | Melissa Jiménez         | Zulia                | Top 15 Hoa hậu Quốc tế 2019  |
| 2018 | Mariem Velazco          | Barinas              | Hoa hậu Quốc tế 2018         |
| 2017 | Diana Croce             | Nueva Esparta        | Á hậu 2 Hoa hậu Quốc tế 2017 |
| 2016 | Jessica Duarte          | Trujillo             |                              |
| 2015 | Edymar Martínez         | Anzoátegui           | Hoa hậu Quốc tế 2015         |
| 2014 | Michelle Bertolini      | Guárico              |                              |
| 2013 | Elián Herrera           | Aragua               |                              |
| 2012 | Blanca Aljibes          | Guárico              | Top 15 Hoa hậu Quốc tế 2012  |
| 2011 | Jessica Barboza         | Distrito Capital     | Á hậu 1 Hoa hậu Quốc tế 2011 |
| 2010 | Elizabeth Mosquera      | Trujillo             | Hoa hậu Quốc tế 2010         |
| 2009 | Laksmi Rodríguez        | Monagas              | Top 15 Hoa hậu Quốc tế 2009  |
| 2008 | Dayana Colmenares       | Carabobo             | Top 12 Hoa hậu Quốc tế 2008  |
| 2007 | Vanessa Peretti         | Sucre                | Top 15 Hoa hậu Quốc tế 2007  |
| 2006 | Daniela di Giacomo      | Barinas              | Hoa hậu Quốc tế 2006         |
| 2005 | Andrea Gómez            | Distrito Capital     | Top 12 Hoa hậu Quốc tế 2005  |
| 2004 | Eleidy Aparicio         | Costa Oriental       |                              |
| 2003 | Goizeder Azua           | Carabobo             | Hoa hậu Quốc tế 2003         |
| 2002 | Cynthia Lander          | Distrito Capital     |                              |
| 2001 | Aura Zambrano           | Táchira              | Á hậu 1 Hoa hậu Quốc tế 2001 |
| 2000 | Vivian Urdaneta         | Costa Oriental       | Hoa hậu Quốc tế 2000         |
| 1999 | Andreína Llamozas       | Vargas               | Top 15 Hoa hậu Quốc tế 1999  |
| 1998 | Daniela Kosán           | Aragua               | Á hậu 1 Hoa hậu Quốc tế 1998 |
| 1997 | Consuelo Adler          | Miranda              | Hoa hậu Quốc tế 1997         |
| 1996 | Carla Steinkopf         | Costa Oriental       | Top 15 Hoa hậu Quốc tế 1996  |
| 1995 | Ana María Amorer        | Apure                | Á hậu 1 Hoa hậu Quốc tế 1995 |
| 1994 | Milka Chulina           | Aragua               | Top 15 Hoa hậu Quốc tế 1994  |
| 1993 | Faviola Spitale         | Yaracuy              | Top 15 Hoa hậu Quốc tế 1993  |
| 1992 | María Rodríguez Noguera | Portuguesa           | Top 15 Hoa hậu Quốc tế 1992  |
| 1991 | Niurka Acevedo          | Monagas              |                              |
| 1990 | Vanessa Holler          | Portuguesa           | Top 15 Hoa hậu Quốc tế 1990  |
| 1989 | Carolina Omaña          | Nueva Esparta        | Á hậu 2 Hoa hậu Quốc tế 1989 |
| 1988 | María Eugenia Duarte    | Guajira Peninsula    |                              |
| 1987 | Vicky García            | Municipio Libertador | Top 15 Hoa hậu Quốc tế 1987  |
| 1986 | Nancy Gallardo          | Portuguesa           | Top 15 Hoa hậu Quốc tế 1986  |
| 1985 | Nina Sicilia            | Monagas              | Hoa hậu Quốc tế 1985         |
| 1984 | Miriam Leyderman        | Nueva Esparta        | Á hậu 1 Hoa hậu Quốc tế 1984 |
| 1983 | Donna Bottone           | Miranda              |                              |
| 1982 | Amaury Martínez         | Amazonas             |                              |
| 1981 | Miriam Quintana         | Distrito Capital     | Top 15 Hoa hậu Quốc tế 1981  |
| 1980 | Graciela La Rosa        | Amazonas             | Top 15 Hoa hậu Quốc tế 1980  |
| 1979 | Nilsa Moronta           | Zulia                |                              |
| 1978 | Doris Fueyo             | Anzoátegui           |                              |
| 1977 | Betty Paredes           | Lara                 |                              |
| 1976 | Betzabeth Ayala         | Miranda              | Top 15 Hoa hậu Quốc tế 1976  |
| 1975 | Yamel Diaz              | Carabobo             |                              |
| 1974 | Marisela Carderera      | Distrito Capital     |                              |
| 1973 | Hilda Carrero           | Táchira              | Top 15 Hoa hậu Quốc tế 1973  |
| 1972 | Marilyn Plessman        | Guárico              | Top 15 Hoa hậu Quốc tế 1972  |
| 1971 | Sonia Ledezma           | Monagas              |                              |
| 1970 | Marzia Piazza           | Vargas               |                              |
| 1969 | Cristina Keusch         | Miranda              | Top 15 Hoa hậu Quốc tế 1969  |
| 1968 | Jovann Navas            | Aragua               |                              |
| 1967 | Cecilia Picón           | Mérida               |                              |
| 1965 | Thamara Leal            | Zulia                |                              |
| 1964 | Lisla Silva             | Zulia                | Top 15 Hoa hậu Quốc tế 1964  |
| 1963 | Norah Duarte            | Carabobo             |                              |
| 1962 | Olga Antonetti          | Anzoátegui           | Top 15 Hoa hậu Quốc tế 1962  |
| 1961 | Gloria Lilué            | Distrito Capital     |                              |
| 1960 | Gladys Ascanio          | Distrito Capital     | Top 15 Hoa hậu Quốc tế 1960  |

### Đại diện tại Hoa hậu Trái Đất
| Năm                                | Tên                       | Quê quán         | Kết quả               |
| ---------------------------------- | ------------------------- | ---------------- | --------------------- |
| TỔ CHỨC HOA HẬU TRÁI ĐẤT VENEZUELA |                           |                  |                       |
| 2022                               | Oriana Pablos             | Distrito Capital |                       |
| 2021                               | María Daniela Velasco     | Distrito Capital | Top 8                 |
| 2020                               | Stephany Zreik            | Miranda          | Á hậu 1               |
| 2019                               | Michell Castellanos       | Guárico          |                       |
| 2018                               | Diana Silva               | Lara             | Top 8                 |
| 2017                               | Ninoska Vásquez           | Lara             | Top 8                 |
| 2016                               | Stephanie de Zorzi        | Aragua           | Á hậu 2               |
| TỔ CHỨC HOA HẬU VENEZUELA          |                           |                  |                       |
| 2015                               | Andrea Rosales            | Aragua           | Top 8                 |
| 2014                               | Maira Alexandra Rodríguez | Aragua           | Á hậu 2               |
| 2013                               | Alyz Henrich              | Falcón           | Hoa hậu Trái Đất 2013 |
| 2012                               | Osmariel Villalobos       | Zulia            | Á hậu 2               |
| 2011                               | Caroline Medina           | Aragua           | Á hậu 3               |
| 2010                               | Mariángela Bonanni        | Táchira          | Top 7                 |
| TỔ CHỨC SAMBIL MODEL VENEZUELA     |                           |                  |                       |
| 2009                               | Jessica Barboza           | Zulia            | Á hậu 2               |
| 2008                               | Daniela Torrealba         | Táchira          | Top 8                 |
| 2007                               | Silvana Santaella         | Caracas          | Á hậu 2               |
| 2006                               | Marianne Puglia           | Aragua           | Á hậu 3               |
| 2005                               | Alexandra Braun Waldeck   | Caracas          | Hoa hậu Trái Đất 2005 |
| 2003                               | Driva Cedeño              | Nueva Esparta    |                       |
| 2002                               | Dagmar Votterl            | Caracas          |                       |
| 2001                               | Lirigmel Ramos            | Caracas          |                       |

### Đại diện tại Hoa hậu Hòa bình Quốc tế
| Năm  | Đại diện               | Tiểu bang        | Thành tích tại Hoa hậu Hòa bình Quốc tế |
| ---- | ---------------------- | ---------------- | --------------------------------------- |
| 2022 | Luiseth Meteran        | Maturín          | Á hậu 3                                 |
| 2021 | Vanessa Coello Coraspe | Maturín          | Top 10                                  |
| 2020 | Eliana Roa             | Caracas          |                                         |
| 2019 | Valentina Figuera      | Anzoátegui       | Hoa hậu Hòa bình Quốc tế 2019           |
| 2018 | Biliannis Álvarez      | Zulia            | Top 10                                  |
| 2017 | Tulia Alemán           | Falcón           | Á hậu 1                                 |
| 2016 | Débora Medina          | Táchira          | Top 20                                  |
| 2015 | Reina Rojas            | Distrito Capital | Top 20                                  |
| 2014 | Alix Sosa              | Distrito Capital | Top 20                                  |
| 2013 | Mariana Jimenez        | Guárico          | Top 10                                  |

## Thành tích quốc tế
Hoa hậu Hoàn vũ
1979: Maritza Sayalero Fernández
1981: Irene Lailin Sáez Conde
1986: Bárbara Palacios Teyde
1996: Yoseph Alicia Machado Fajardo
2008: Dayana Sabrina Mendoza Moncada
2009: Stefanía Fernández Krupij
2013: María Gabriela de Jesús Isler Morales
Hoa hậu Thế giới
1955: Carmen Susana Duijm Zubillaga
1981: Pilín León
1984:  Astrid Carolina Herrera Irrazábal
1991: Ninibeth Beatriz Leal Jiménez
1995: Jacqueline María Aguilera Marcano
2011: Ivian Sarcos
Hoa hậu Quốc tế
1985: Alejandrina "Nina" Sicilia Hernández
1997: Consuelo Adler Hernández
2000: Vivian Inés Urdaneta Rincón
2003: Goizeder Victoria Azúa Barríos
2006: Daniela Anette di Giacomo di Giovanni
2010: Ana Elizabeth Mosquera Gómez
2015: Edymar Martínez Blanco
2018: Mariem Claret Velazco García
2023: Andrea Rubio
Hoa hậu Trái Đất
2005: Alexandra Braun Waldeck
2013:  Alyz Sabimar Henrich Ocando
Hoa hậu Hòa bình Quốc tế
2019: Valentina Figuera
Hoa hậu Liên lục địa
1974:  Maria Emillia De Los Rios
2001: Legia Pettit
2005: Emmarys Pinto
2009: Hannelly Quintero
2012: Daniela Chalboud
Hoa hậu Hoàn cầu
1988: Yajaira Cristina Vera Roldan
1990: Yormery Ortega Sanchez
2000: Joan Carolina Chopite Sute
2006: Viviana Lisbeth Ramos Puma
Nữ hoàng Du lịch Quốc tế
2001: Liriomel Ramos

## Có thể bạn chưa biết
- Venezuela từng lập kỷ lục 21 năm liền lọt vào vòng bán kết của cuộc thi Hoa hậu Hoàn vũ (1983-2003), chỉ đứng sau "mẹ đẻ" của cuộc thi là Mỹ với 22 năm liên tục (1977-1998).
- Venezuela đứng thứ hai chỉ sau Mỹ trong tất cả các quốc gia từng giành vương miện Hoa hậu Hoàn vũ nhiều nhất trong lịch sử với 7 lần đăng quang (1979, 1981, 1986, 1996, 2008, 2009, 2013).
- Venezuela là quốc gia đầu tiên và duy nhất tính đến thời điểm này trong lịch sử cuộc thi Hoa hậu Hoàn vũ có được chiến thắng Back To Back (giành được vương miện trong hai năm liên tiếp). Thành tích kỷ lục này được Dayana Mendoza (Hoa hậu Hoàn vũ 2008) và Stefanía Fernández (Hoa hậu Hoàn vũ 2009), thiết lập vào ngày 23/08/2009 tại Bahamas, đã được Tổ chức Guinness World Records ghi nhận vào sách Kỷ lục Guinness Thế giới vào ngày 25/09/2009.
- Irene Saez, Hoa hậu Venezuela 1981 và là Hoa hậu Hoàn vũ 1981, được bầu làm Thị trưởng Chacao năm 1992 và Thống đốc đảo Margarita năm 1999. Bà còn ra tranh cử Tổng thống Venezuela năm 1998 nhưng thất bại.
- Dayana Mendoza, Hoa hậu Venezuela 2007 và là Hoa hậu Hoàn vũ 2008, được chuyên trang sắc đẹp nổi tiếng Global Beauties bình chọn là một trong ba Hoa hậu Hoàn vũ đẹp nhất mọi thời đại, chỉ sau Oxana Fedorova (Hoa hậu Hoàn vũ 2002 đến từ Nga - bị tước vương miện) và Jennifer Hawkins (Hoa hậu Hoàn vũ 2004 đến từ Úc).
- Bắt đầu tham gia cuộc thi Hoa hậu Thế giới vào năm 1955 nhưng ngay trong lần đầu tiên dự thi, Venezuela đã giành được vương miện. Người đem lại thành tích ấy cho Venezuela là Susana Duijm, Hoa hậu Venezuela 1955 và là Hoa hậu Thế giới 1955. Bà là Hoa hậu đầu tiên của Venezuela giành được danh hiệu cao nhất ở một cuộc thi quốc tế và cũng là Hoa hậu Thế giới đầu tiên của châu Mỹ Latinh.
- Năm 2011, Hoa hậu Thế giới Venezuela 2010 - Ivian Sarcos - tham gia cuộc thi Hoa hậu Thế giới 2011 đã mang về cho đất nước mình vương miện Hoa hậu Thế giới thứ 6, đưa Venezuela trở thành quốc gia có nhiều chiến thắng nhất ở cuộc thi này (1955, 1981, 1984, 1991, 1995, 2011). Mãi đến năm 2017, Ấn Độ mới "gỡ hòa" được kỉ lục của Venezuela.
- Venezuela là một trong 4 quốc gia duy nhất trên thế giới có hai đại diện tham gia Hoa hậu Hoàn vũ và Hoa hậu Thế giới cùng đăng quang trong cùng năm, đó là Irene Saez (Hoa hậu Hoàn vũ 1981) và Pilín León (Hoa hậu Thế giới 1981). Bên cạnh Pháp (1953), Úc (1972) và Ấn Độ (1994, 2000). Đồng thời, quốc gia này cũng là một trong 2 quốc gia duy nhất cùng đăng quang Hoa hậu Hoàn vũ và Hoa hậu Trái Đất như vậy. Đó là Gabriela Isler (Hoa hậu Hoàn vũ 2013) và Alyz Henrich (Hoa hậu Trái Đất 2013). Đến năm 2015, Philippines mới lập lại được kỷ lục này.
- Venezuela cử đại diện đến cuộc thi Hoa hậu Quốc tế lần đầu tiên vào năm 1960 và hiện tại là quốc gia chiến thắng nhiều nhất tại cuộc thi này với 9 lần đăng quang (1985, 1997, 2000, 2003, 2006, 2010, 2015, 2018, 2023). Trong đó có 4 lần liên tiếp chiến thắng cách nhau 3 năm từ năm 1997.
- Edymar Matinez - Hoa hậu Quốc tế Venezuela 2014 và là Hoa hậu Quốc tế 2015 - được nhiều khán giả khắp nơi trên thế giới bình chọn là "Hoa hậu Quốc tế đẹp nhất trong lịch sử".
- Mariem Velazco, Hoa hậu Quốc tế Venezuela 2017 và là Hoa hậu Quốc tế 2018, một điều thú vị là cô đã giành được cả hai danh hiệu Hoa hậu Quốc tế Venezuela và Hoa hậu Quốc tế vào chính ngày sinh nhật của mình (9/11).
- Sau hơn sáu thập kỷ đến với các đấu trường nhan sắc, Venezuela vẫn là cường quốc số một thế giới với 6 vương miện Hoa hậu Thế giới, 9 vương miện Hoa hậu Quốc tế cùng với rất nhiều lần về đích ở vị trí Á hậu. Đây là thành tích mà chưa có quốc gia nào trên thế giới có thể làm được.